# Deutsches Autorecht
Deutsches Autorecht (DAR) ist eine deutsche Fachzeitschrift zum Verkehrsrecht. Die Zeitschrift wird vom Allgemeinen Deutschen Automobilclub (ADAC) herausgegeben und erscheint monatlich im ADAC-Verlag in München. 
Die ersten Ausgaben ab 1926 waren Beilagen zur Mitgliederzeitschrift „ADAC Motorwelt“.
Daneben existierte mit Recht des Kraftfahrers (RdK) noch eine weitere juristische Fachzeitschrift, die ebenfalls vom ADAC herausgegeben wurde. 1955 wurden beide Zeitschriften fusioniert und erscheinen seitdem nur noch unter dem Titel Deutsches Autorecht.
Heute beinhaltet das Journal vor allem Aufsätze und Rechtsprechungswiedergabe zum Verkehrs-, Haftungs-, Versicherungs-, Verbraucherschutz-, Arbeits-, Steuer- und internationalen Recht.